# Buzançais
Buzançais är en kommun i departementet Indre i regionen Centre-Val de Loire i de centrala delarna av Frankrike. Kommunen ligger i kantonen Buzançais som tillhör arrondissementet Châteauroux. År 2022 hade Buzançais 4 431 invånare.

## Befolkningsutveckling
Antalet invånare i kommunen Buzançais
Referens:INSEE